# Příznivci Arsenalu FC

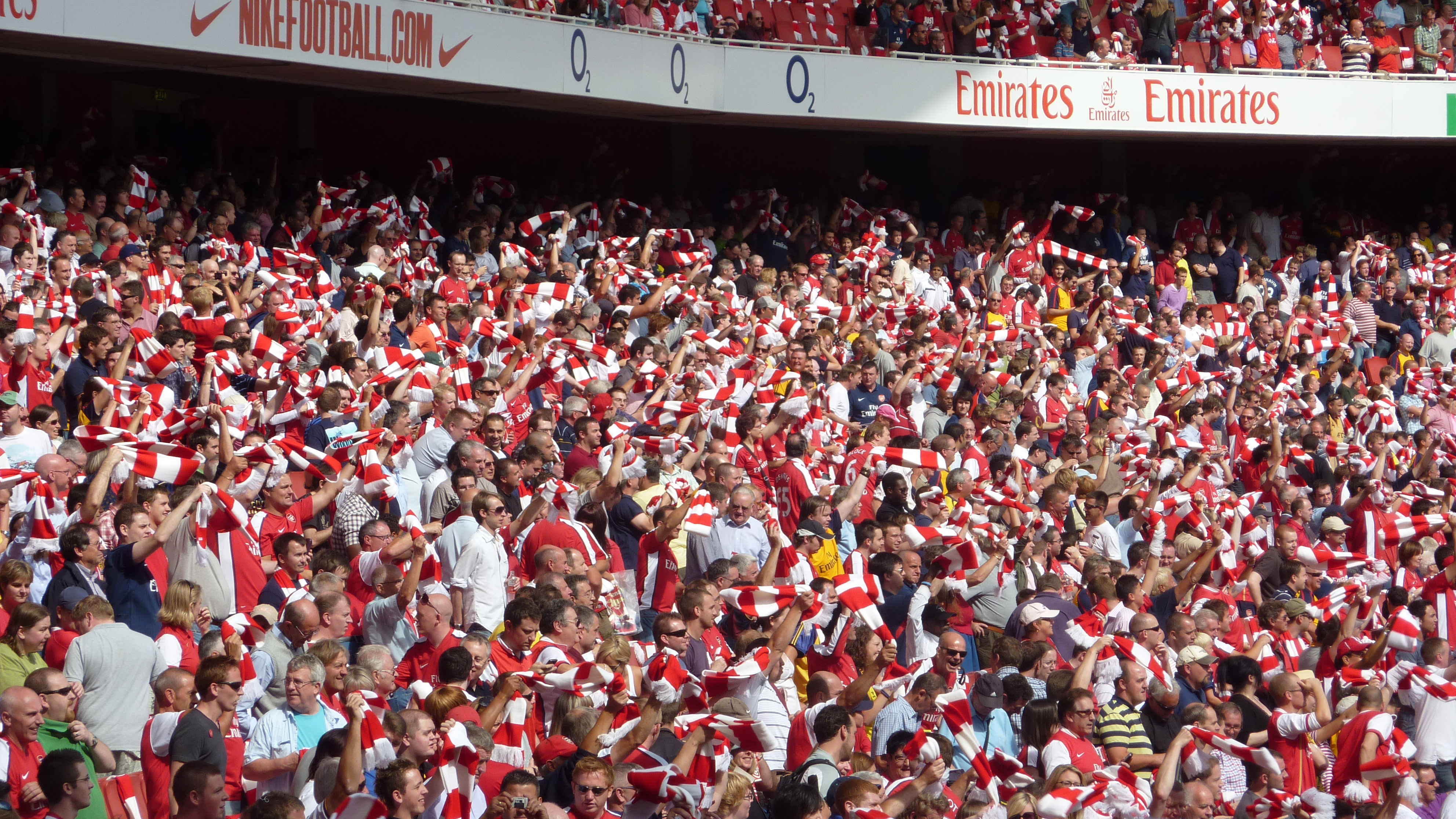
Fanoušci klubu na tribuně Stadionu Emirates v Londýně

Londýnský fotbalový klub Arsenal FC si od svého založení v roce 1886 vybudoval silnou základnu podporovatelů a fanoušků a jednu z největších fanouškovských základen na světě. Od 80. let 20. století jsou fanoušci klubu v populární kultuře známí pod přezdívkou Gooners, odvozené od tradiční přezdívky fotbalistů Arsenalu Gunners (česky: kanonýři).

## Demografie
Na rozdíl od většiny anglických fotbalových klubů, jsou jeho příznivci známí tím, že značná část návštěvníků zápasů pochází ze zahraničí. V době svého největšího úspěchu v roce 2005 byl v jedné ze studií odhadnut globální počet fanoušků klubu na 112 milionů, což z klubu tehdy dělalo třetí největší fotbalový klub světa. V roce 2011 byl počet fanoušků odhadnut na zhruba 100 milionů. V současnosti se klub pravidelně umisťuje v první desítce nejpopulárnějších fotbalových klubů světa.
Umístění klubu v severním Londýně na pomezí čtvrtí z řad jak vyšší střední třídy tak i chudších dělnických oblastí znamená, že základna příznivci klubu pochází ze všech společenských vrstev společnosti. Známá podpora klubu je v londýnské čtvrti Hackney, kde žije početná černošská populace z oblasti Afro-Karibiku. Základna příznivců se rekrutuje také z londýnských čtvrtí se silnou jihoasijskou a židovskou populací.

## Písně
Příznivci klubu v rámci anglické fotbalové kultury používají řadů fotbalových chorálů a písní. Jednou z nich je píseň „One-Nil to the Arsenal“, která používá slavnou melodii písně „Go West“ od britské hudební skupiny Pet Shop Boys. Dalšími je např. chorál „Good Old Arsenal“ s melodií písně „Rule, Britannia“ či „We're the North Bank/Clock End Highbury“. Mezi další písně patří klubová hymna „Arsenal We're On Your Side“ z roku 1972 a nová klubová hymna „The Angel (North London Forever)“, kterou složil britský hudebník Louis Dunford v roce 2022.

## Rivalita
Největším rivalem Arsenalu je nedaleký severolondýnský klub Tottenham Hotspur FC. Zápasy obou klubů se označují jako Severolondýnské derby.
Dalším tradičním rivalem Arsenalu je také západolondýnský klub Chelsea FC. Tato rivalita Chelsea a Arsenalu je druhou nejstarší.
Novodobým rivalem klubu je severoanglický klub Manchester United FC. Rivalita s Manchesterem United vznikla v 80. letech, když oba kluby soupeřili o titul v Premier League. Po roce 2022 vznikla také menší rivalita s Manchester City FC, když oba kluby soupeřili o nejvyšší příčky v tabulce Premier League.

## Tradice

### Den svatého Totteringhama
Saint Totteringham's Day (česky: Den svaté klopýtavé šunky) je svátek klubových fanoušků, který byl poprvé vytvořen v roce 2002. Humorný název odvozen od názvu klubu Tottenham Hotspur označuje den, kdy Arsenal v ligové tabulce získal dostatečný počet bodů pro zaručené umístění před Tottenhamem na konci sezóny. V roce 2010 byla tato oslava poprvé zdokumentována v největších anglických médiích jako BBC a The Guardian.

### Žlutá stužka
Příznivci klubu nosí žlutou stužku v den, kdy Arsenal hraje na největším anglickém stadionu Wembley, zpravidla při finále anglického poháru FA Cup. Tato tradice vznikla zhruba již v 50. letech 20. století. Tradice odkazuje k dresům fotbalistů Arsenalu, kteří v poháru nosí ikonické žluté dresy. Příznivci klubu k této události v rámci fanouškovského folklóru zpívají ikonickou americkou píseň z roku 1917 „Round Her Neck She Wears a Yeller Ribbon“ od americké swingové skupiny The Andrews Sisters.

## Ve světě
Arsenal FC je jedním z nejpopulárnějších fotbalových klubů světa. Arsenal je nejpopulárnějším klubem v zemích severní a východní Afriky. Místní kluby fanoušků působí ve většině zemí světa. Např. v Austrálii působí oficiální spolek fanoušků klubu Arsenal Austrálie.

### V českých zemích
V Česku působí oficiální česko-slovenský fanklub Czech & Slovak Arsenal FC Supporters Club, který vznikl 27. září 2005 v Londýně. Ten např. organizuje zájezdy členů na fotbalová utkání klubu.
Již od začátku rozvoje fotbalu v českých zemích na konci 19. století byl Arsenal jedním z nejznámějších klubů. Příznivci Arsenalu měli historicky vždy nejblíže k příznivcům AC Sparty Praha. Tato tradice sahá až do roku 1906, kdy jeden ze zakladatelů Sparty přivezl z Londýna rudé dresy, které tehdy používal právě Arsenal. Vznikla také tradice pojmenování klubů podle Arsenalu, mezi nimi např. FK Arsenal Česká Lípa či FC Arsenal Benešov.

## Význační podporovatelé
Seznam význačných podporovatelů fotbalového klubu Arsenal FC:

### Monarchové
- Britská královna Alžběta II.[20]
- Norský král Olaf V.[21]
- Malajský král Abdullah Pahangský[22]
- Tonžský král George Tupou IV.[23]

### Politici
- Adama Barrow[24]
- John Bercow[25]
- Fidel Castro[26]
- Nick Clegg[27]
- Jeremy Corbyn[28]
- François Hollande[29]
- Paul Kagame[30]
- Aleksander Kwaśniewski[31]
- Zohran Mamdani[32]
- Priti Patelová[33]
- Chris Patten[34]
- Kevin Rudd[35]
- Keir Starmer[36]

### Zábava

#### Herci
- David Ajala[37]
- Adewale Akinnuoye-Agbaje[38]
- Alfie Allen[39]
- Jamie Bell[40]
- Louise Brealey[41]
- Saffron Burrowsová[42]
- Asa Butterfield[43]
- Gemma Chan[44][45][46]
- Joan Collins[47]
- Kevin Costner[48]
- Charlie Cox[49]
- Benedict Cumberbatch[50]
- Phil Davis[51]
- Rosario Dawson[52]
- Danny DeVito[53]
- Natalia Dyer[54]
- Idris Elba[55]
- Tom Felton[56]
- Colin Firth[57]
- Matthew Fox[58]
- Jamie Foxx[59]
- Nicholas Galitzine[60]
- Andrew Garfield[61]
- Rupert Graves[62]
- Ben Hardy[63]
- Anne Hathawayová[64]
- Charlie Heaton[65]
- Tom Hiddleston[66]
- Daniel Kaluuya[67][68]
- Gary Kemp[69]
- Martin Kemp[70]
- Val Kilmer[71]
- Hugh Laurie[72]
- Matt Lucas[73]
- Kate Mara[74]
- Ian McKellen[75]
- Tobias Menzies[76]
- Jonathan Rhys Meyers[77]
- Demi Moore[78]
- Deepika Padukone[79]
- Alan Parker[80]
- Robert Pattinson[81]
- Anna Popplewell[82]
- Will Poulter[83]
- Freddie Prinze Jr.[84]
- Daisy Ridley[85]
- David Schwimmer[86]
- Kaya Scodelario[87]
- Andy Serkis[88]
- Dan Stevens[89]
- Mark Strong[90]
- Gregg Sulkin[91]
- Wil Wheaton[92]
- Barbara Windsor[93]
- Letitia Wrightová[68]

#### Hudebníci
- Aurora Aksnes[94]
- Natalie Appleton[86]
- Action Bronson[95]
- Celeste[96]
- Sean Combs[97]
- Joel Corry[98]
- Roger Daltrey[99]
- Dave Davies[100]
- Ray Davies[100]
- Dido[101]
- Alesha Dixon[102]
- DJ Fresh[103]
- Steve Earle[104]
- Ella Eyre[105]
- David Gilmour[106]
- Jess Glynne[107]
- Martin Gore[108]
- Tony Hadley[109]
- Mick Jagger[110]
- Jay-Z[111][112]
- J Hus[113]
- John Keeble[109]
- KSI[114]
- Labrinth[115]
- Leona Lewis[116]
- Little Simz[117]
- Chris Lowe[118]
- John Lydon[119]
- Mabel[120][121]
- Nerina Pallotová[122]
- Professor Green[123]
- Rihanna[124]
- 21 Savage[125]
- Chris Shiflett[126]
- Cat Stevens[127]
- The Game[128]
- Tinie Tempah[129]
- Roger Waters[130]

#### Režiséři
- Spike Lee[131]
- Sam Mendes[132]
- Michael Moore[133]

#### Kuchaři
- Ainsley Harriott[134]
- Jamie Oliver[135]

#### Komici
- Dara Ó Briain[136]
- Patrick Marber[137]

### Sportovci

#### Fotbalisté
- Tammy Abraham[138]
- Gareth Bale[139]
- David Alaba[140]
- Darren Bent[141]
- Christian Benteke[142]
- Kevin-Prince Boateng[143]
- Yannick Bolasie[144]
- Alessandro Costacurta[145]
- Matt Doherty[146]
- Joe Gomez[147]
- Eden Hazard[148]
- Hulk[149]
- Víctor Ibarbo[150]
- Diego Maradona[151]
- Jackson Martínez[152]
- Mychajlo Mudryk[153]
- Krzysztof Piątek[154]
- Florentin Pogba[155]
- Paul Pogba[156]
- Ferenc Puskás[157]
- Micah Richards[158]
- Antonio Rüdiger[159]
- Chris Smalling[160]
- Daniel Sturridge[161]
- Corentin Tolisso[162]
- Siphiwe Tshabalala[163]
- Ollie Watkins[164]
- Arsène Wenger[165]
- Jonas Wind[166]
- Wilfried Zaha[167]

#### Bývalí hráči Arsenalu
- Dennis Bergkamp[168]
- Mathieu Flamini[169]
- Serge Gnabry[170]
- Thierry Henry[171]
- Carl Jenkinson[172]
- Per Mertesacker[173]
- Henrich Mchitarjan[174]
- Alex Oxlade-Chamberlain[175]
- Emmanuel Petit[176]
- Emile Smith Rowe[177]
- Mathew Ryan[178]
- Matt Turner[179]
- Jack Wilshere[180][181]
- Ian Wright[182]
- Olexandr Zinčenko[183]

#### Basketbalisté
- Giannis Antetokounmpo[184]
- Carmelo Anthony[185]
- James Harden[186]
- Dirk Nowitzki[187]
- David Robinson[188]

#### Žokejové
- Frankie Dettori[189]
- Tony McCoy[190]

#### Cyklisté
- Tao Geoghegan Hart[191]
- Geraint Thomas[192]
- Bradley Wiggins[193]

#### Závodníci
- Lewis Hamilton[194]
- Gary Paffett[195]

#### Tenisté
- Harriet Dart[196][197]
- Andy Murray[198]

#### Atleti
- Mo Farah[199]
- Allyson Felix[200]
- Shelly-Ann Fraser-Pryce[201]
- David Oliver[202]
- David Rudisha[203]
- Perri Shakes-Drayton[204]
- Kelly Sotherton[205]

#### Ostatní sportovci
- Nicklas Bäckström[206]
- Harriet Dart[207]
- Dominic Inglot[208]
- Maro Itoje[209]
- Artturi Lehkonen[210]
- Olof "olofmeister" Gustafsson[211]
- Ronnie O'Sullivan[212]
- Matt Riddle[213]
- Greg Rusedski[214]
- Peter Svidler[215]

### Moderátoři a novináři
- David Frost[216]
- Freddie Highmore[217]
- Aled Jones[218]
- Piers Morgan[219]
- Luděk Mádl[220]
- Luděk Staněk[221]
- Jindřich Šídlo[222]

### Spisovatelé
- Nick Hornby[223]
- Erling Kagge[224]
- Charles Simic[225]

### Akademici
- George Carey[226]

### Ostatní
- Usáma bin Ládin[227][228]